# Rudolf von Homburg
Rudolf V. von Homburg (erstmals erwähnt 1097; † 9./10. November 1122) war Bischof in Basel.
Rudolf stammte aus der Familie der Grafen von Thierstein. Ab 1097 wirkte er als Dompropst des Basler Domkapitels. 1107 wurde er Bischof von Basel. Ab 1114 war er zudem Propst am Zürcher Grossmünster. Er bemühte sich erfolgreich um die Stärkung der Rechte der Bischöfe über das Kloster St. Blasien im Schwarzwald und beteiligte sich aktiv am Bau der Kirche St. Leonhard in Basel, deren Weihe er 1118 vornahm.